# K.G.Agrahara, Arsikere
K.G.Agrahara là một làng thuộc tehsil Arsikere, huyện Hassan, bang Karnataka, Ấn Độ. Mã làng là 615575 